# María Elvira Juárez
María Elvira Juárez (San Miguel de Tucumán, Tucumán, 7 de mayo de 1915 – Capital Federal, Buenos Aires, 13 de agosto de 2009) fue una destacada poetisa tucumana que, junto con otros escritores del norte argentino, fundó el grupo literario La Carpa. Cuenta con una extensa obra poética que recorre toda su vida. Entre sus publicaciones se destacan El Hierofante (1985), El Protagonista (1988) y El Extraño (1997).

## Biografía
Nació en San Miguel de Tucumán, el 6 de mayo de 1915. Su contacto con la poesía se inició durante los primeros años de su infancia, en el seno de una familia que conservaba tres bibliotecas colmadas de libros, entre los que abundaba la literatura europea. Tras finalizar los estudios primarios en la Escuela Sarmiento de la Universidad Nacional de Tucumán, decidió abandonar la educación sistemática y continuar sus estudios como autodidacta.
Si bien a los 12 años escribió su primer poema, hubo que esperar hasta la década del cuarenta para ver publicados sus primeros trabajos. 
La escritora Sara San Martin vio dotes en la joven escritora, por lo que la contactó con un grupo de escritores norteños que buscaban una renovación de la poesía de la región. Años más tarde, en 1944, el grupo pasó a llamarse La Carpa y María Elvira Juárez fue cofundadora y miembro activa. El grupo estuvo conformado por el poeta jujeño Raúl Galán, Manuel Castilla, Julio Ardiles Gray, Raúl Aráoz Anzoátegui, Sara San Martín, Carola Briones, Omar Estrella, María Adela Agudo, Víctor Massuh, Nicandro Pereyra y Alba Marina Manzolillo. En noviembre de ese mismo año se publicó la Muestra Colectiva de Poemas, volumen que reunía textos de María Elvira Juárez, María Adela Agudo, Manuel Castilla, Sara San Martín, Nicandro Pereyra, Julio Ardiles Gray, José Fernández Molina, Aráoz Anzoátegui y Raúl Galán.
A mediados de esa misma década, María Elvira Juárez participó del Concurso Nacional de Poesía y obtuvo una premiación, aunque sus poemas no fueron publicados por la SADE como prometía el premio. Finalmente, fueron publicados por la Universidad de La Plata, bajo el título de El hombre y la noche en 1948. Era el inicio de su carrera poética.
En 1949 se casó y fijó su residencia en Córdoba, lugar donde permaneció por 30 años. Falleció el 13 de agosto de 2009, a la edad de 94 años, en Capital Federal, Buenos Aires.

## María Elvira Juárez y “La Carpa”
Durante los primeros años de la década de 1940, María Elvira Juárez se reunió con frecuencia con un grupo de escritores que compartían los mismos ámbitos, oficios y gusto por la poesía: Raúl Galán, Manuel J. Castilla, José Fernández Molina, Nicandro Pereyra, Sara San Martin, Raúl Aráoz Anzoátegui, Julio Ardiles Gray y María Adela Agudo, entre otros. Juárez recordaba esas reuniones en casa de alguno de ellos como encuentros espontáneos en los que leían sus producciones y las discutían. La unión del grupo se basaba en la amistad y la solidaridad. Nicandro Pereyra definió a “La Carpa” como una “rueda de amigos”, una “calurosa empresa que consistía en un cuaderno y un boletín literarios”. Al evocar esa época afirmó:
Nunca olvidaremos las caminatas, los paseos a la luz lunar, el cerro, las plazas, las calles escondidas de los ejidos, los naranjales de la Facultad de Filosofía y Letras. Ni los vivaques en cualquier lugar y hora para leer, recitar, discutir problemas literarios, y de otra índole también.
Los encuentros, los recitales de poesía, las conferencias, la edición de cuadernos y boletines, la emergencia de revistas como Cántico y Tuco, los lazos con el ámbito universitario y las funciones de títeres, cristalizaron en la conformación de un grupo de jóvenes escritores con aspiraciones coherentes y un carácter acusadamente regional.
Producto de estos encuentros, apareció en 1944 un volumen titulado "Muestra colectiva de poemas", que dio a conocer los primeros trabajos de estos jóvenes escritores. Dicha Muestra constituyó la principal manifestación pública del grupo. La aparición de “La Carpa” proyectó un clima de profunda novedad artística en el ámbito regional y se convirtió en un referente principal de la poesía del Noroeste del país. En estos encuentros tomaron forma principios y valores determinados que influenciaron, en mayor o menor medida, la producción poética tanto de los integrantes del grupo como de escritores posteriores. Bajo la creencia de que la poesía tiene tres dimensiones: Belleza, Afirmación y Vaticinio, el grupo apostaba a una poesía atenta de la naturaleza y de los sujetos que la habitan y la defensa de la identidad regional, sin caer en el regionalismo ornamental.

## Estilo poético
Siguiendo a Susana Molina, la poesía María Elvira Juárez explota dos vertientes: por una parte, recorre la poética destinada a los niños, que se apoya en la musicalidad del lenguaje, las rimas y los ritmos del idioma. Por otro lado, explota temas de carácter metafísico, encarnados en la búsqueda del hombre, dentro y fuera de sí mismo, por las respuestas a las grandes preguntas de su existencia.
En efecto, María Elvira Juárez descubre en el lenguaje poético el principio y el fin de la búsqueda metafísica del hombre. Esta necesidad de búsqueda surge a partir de la crisis que vive el hombre moderno, más precisamente el hombre del siglo XX. En ese contexto de crisis, el hombre se debate en la búsqueda de lo sublime que muchas veces culmina con la apelación a la divinidad.
Juárez reconoce en sus reflexiones que su poesía tiene un sujeto lírico que es un hombre y es todos los hombres. Se trata del género humano que se plantea, en algún momento, inmerso en el caos, las grandes preguntas metafísicas. La búsqueda se orienta hacia adentro y hacia afuera de sí mismo.

El papel del poeta para Juárez es el del "compromiso" consigo mismo, con su auténtica necesidad y con una visión crítica de la realidad. La actividad de la escritura poética no significa un desahogo, sino la conciencia de la necesidad de verbalizar, de nombrar aquella búsqueda metafísica que abruma al hombre. En palabras de Juárez:
La poesía es para mí una íntima exploración en profundidad del individuo. Desde la memoria, depósito de formas, sucesos, recuerdos, en un esfuerzo por expresar situaciones límite, aflora un lenguaje inédito. Nunca me inquietó demasiado ajustarme a ciertas reglas. Sigo mi intuición que es una vía inmanente y sutil.

## Obras

### Textos líricos para niños
Los bigotes de hiedra (1979)
El circo encantado (1983)
Los viajes de un caracol (1991)
El duende Camilo (1995)
Producción poética:
Oda siglo XX (1968)
Para que cale hondo (1970)
Poemas (1981)
El Hierofante (1985)
El Protagonista (1988)
El Mensaje (1990)
Acercándose a la copla (1992)
Soy así (1993)
El Extraño (1997)
Silbando me iré contigo (1998)
El fariseo (1999)
Alto Soliloquio (2000)
Vuelve el protagonista (2001)
En la espiral de la incógnita (2004)

### Premios y reconocimientos
1948, Premio Nacional de Poesía de la Sociedad Argentina de Escritores de Buenos Aires por su libro El hombre y su noche.
1954, Distinción y medalla de la Agrupación Argentina de Poetas de Buenos Aires en los Juegos Florales.
1980, Medalla de Oro al Mérito de la Sociedad Argentina de Escritores, filial Tucumán.
1985, Faja de Honor de la Sociedad Argentina de Escritores de Buenos Aires por el libro El Hierofante editado por la Universidad Nacional de Tucumán.
1989, Socia Honoraria de la Sociedad Argentina de Escritores de Buenos Aires.
1991, Medalla de oro del Círculo de Escritores de Tucumán.
1992, Distinción del Fondo Nacional de las Artes, por el libro El Extraño.
1993, Escritora del Año, distinción de la Municipalidad de San Miguel de Tucumán.
1993, Distinción de la Secretaría de Cultura de la Nación y Gobierno de Tucumán por los 50 años de "La Carpa".
1993, Distinción de la Secretaría de Posgrado de la Universidad Nacional de Tucumán.
1994, Gran Premio de Honor de la Fundación Argentina para la Poesía.
1996, Medalla de Oro de la Peña "El Cardón", Medalla de Oro del Maratón Tucumán por su trayectoria.
1996, Integra el Diccionario de Biografía internacional "Quien es quien" en su tercera edición, Cambridge, Inglaterra.
1998, Premio Federal "Lola Mora".
1999, fue distinguida junto con Carola Briones por la Cámara de Diputados de la Nación.
1999, Distinción de la Asociación Argentina de Escritores en el Día Internacional de la Mujer.
2001, Distinción “Mujer destacada del año 200” de la Municipalidad de San Miguel de Tucumán.
2004, Distinción de la Universidad Nacional de Tucumán en la celebración de los "90 años" de esa Casa de Estudios como “Personalidad destacada de la Cultura”.

## Lista de Referencias
1. ↑  Gaceta, La. «La poesía está de duelo con la partida de María Elvira Juárez». www.lagaceta.com.ar. Consultado el 20 de septiembre de 2022.
2. ↑  Molina, Susana (2013). María Elvira Juárez. In memoriam. Humanitas. pp. 263-276.
3. ↑  Pereyra, N. (1971). Evocación de María Adela Agudo. Cuadernos de Cultura Santiago del Estero, II/3, 36-38.
4. ↑  Lagmanovich, D. (1966). El Norte Argentino: una realidad literaria. Universidad (Revista de la Universidad Nacional del Litoral), 69, 117-140.
5. ↑  Molina, S., 2012, p. 266.
6. ↑  Información general. (agosto 14, 2009). La poesía está de duelo con la partida de María Elvira Juárez. La Gaceta. https://www.lagaceta.com.ar/nota/339442/informacion-general/poesia-esta-duelo-partida-maria-elvira-juarez.html

- Datos: Q114065828